# شعميط منديل (مشرحات)
' {{إنج| هي قرية تقع في إيران في قسم مشرحات الريفي.  يقدر عدد سكانها بـ 30 نسمة .